# Marie von Brühl
Marie Sophie hraběnka von Brühl, známá též jako Marie Sophie von Clausewitz, (3. června 1779 – 28. ledna 1836) byla německá šlechtična, která pocházela z Durynska. 
17. prosince 1810 se provdala za Carla von Clausewitz, kterého poprvé potkala v roce 1803. Po smrti svého manžela publikovala některé jeho knihy, zejména jeho nejznámější dílo O válce.